# Dendrobium hirsutifolium
Dendrobium hirsutifolium är en orkidéart som beskrevs av Jeffrey James Wood. Dendrobium hirsutifolium ingår i släktet Dendrobium, och familjen orkidéer. Inga underarter finns listade i Catalogue of Life.